# Leandra lima
Leandra lima là một loài thực vật có hoa trong họ Mua. Loài này được (Desr.) Judd & Skean mô tả khoa học đầu tiên năm 1991.